# Contradictions Collapse
Contradictions Collapse è il primo album in studio del gruppo musicale Svedese Meshuggah, pubblicato nel 1991 dalla Nuclear Blast.
Venne ripubblicato insieme a una versione incompleta del loro EP intitolato None nel 1995. Lo stile di questo disco risulta ancora molto più attaccato al thrash metal rispetto ai lavori successivi.

## Tracce
1. Paralyzing Ignorance – 4:28
2. Erroneous Manipulation – 6:21
3. Abnegating Cecity – 6:31
4. Internal Evidence – 7:27
5. Qualms of Reality – 7:10
6. We'll Never See the Day – 6:03
7. Greed – 7:06
8. Choirs of Devastation – 4:00

Traccia bonus nell'edizione speciale
1. Cadaverous Mastication – 7:32

Tracce bonus nell'edizione giapponese
1. Sickening – 5:47
2. Gods of Rapture – 5:11
3. Aztec Two-Step – 3:36

## Formazione
- Fredrik Thordendal – chitarra, voce
- Jens Kidman – chitarra, voce
- Peter Nordin – basso
- Tomas Haake – batteria